# رومان طارق
رومان طارق (14 أبريل 1987 بتشيكوسلوفاكيا - ) هو لاعب كرة قدم سلوفاكي في مركز الدفاع. لعب مع إنتر براتيسلافا ونادي سينيتسا وPŠC Pezinok ‏ ونادي سيريد.

## وصلات خارجية
- رومان طارق على موقع قاعدة بيانات كرة القدم.إي يو (الإنجليزية)
- رومان طارق على موقع Soccerway.com (الإنجليزية)